# Hail (film)
Pour plus de détails, voir Fiche technique et Distribution.
Hail est un film australien réalisé par Amiel Courtin-Wilson, en 2011.

## Fiche technique
- Titre original : Hail
- Réalisation : Amiel Courtin-Wilson
- Scénario :
- Chef décorateur : Zohie Castellano
- Costumes : Zohie Castellano
- Maquillage : Mia Kate Russell
- Photographie : Germain McMicking
- Montage : Peter Sciberras
- Musique : Steve Benwell
- Production : 
  - Producteur : Michael Cody, Amiel Courtin-Wilson
  - Producteur exécutif : Nick Barkla, Laura Gordon, Shaun Miller
- Société(s) de production : Flood Projects
- Société(s) de distribution : (Australie) Madman Entertainment
- Pays d’origine :  Australie
- Année : 2011
- Langue originale : anglais
- Format : couleur
- Genre : drame
- Durée : 104 minutes
- Date de sortie :
  - Australie : 28 février 2011

## Distribution
- Daniel P. Jones :
- Leanne Letch :
- Tony Markulin :
- Jerome Velinsky :
- Leanne Campbell :